# Palazzo Branconio dell'Aquila

Raffaello, Autoritratto con un amico, forse Giovanbattista Branconio dell'Aquila

Palazzo Branconio dell'Aquila era un palazzo di Roma, situato nel rione del Borgo, sulla via Alessandrina, nei pressi della basilica di San Pietro in Vaticano.

## Storia e descrizione
Fu progettato da Raffaello Sanzio negli ultimi anni della sua vita, nel 1518, ovvero intorno al 1520, per l'amico Giovanbattista Branconio dell'Aquila, facoltoso consigliere del papa e orafo.
Il prospetto dell'edificio si allontanava dall'autorevole modello bramantesco di palazzo Caprini e dallo stile misurato mostrato dallo stesso Raffaello nel Palazzo Jacopo da Brescia e nel palazzo Vidoni Caffarelli (attribuito), costituendo una facciata senza precedenti.
L'edificio esibiva un ricco repertorio ornamentale ed una sintassi compositiva estremamente libera, che possiamo considerare come uno dei punti di partenza dell'architettura manierista e che influenzò gli sviluppi futuri dell'architettura romana, come la facciata di palazzo Spada.
Ribaltando il modello corrente, che vedeva un basamento bugnato e l'ordine al piano nobile, il pian terreno, dove si aprivano alcune botteghe, presentava semicolonne colonne tuscaniche addossate alla parete che inquadravano degli archi e che erano sovrastate da una trabeazione  semplificata; il piano nobile invece era caratterizzato dall'alternanza, ripresa dai Mercati di Traiano, di nicchie e finestre, queste ultime incorniciate in una serie di edicole sormontate da timpani ricurvi e triangolari alternati, sopra le quali correva una fascia decorata con festoni da Giovanni da Udine, con al centro uno stemma policromo del Papa; tale fascia corrispondeva a un piano mezzanino scandito da finestre e campi affrescati. L'edificio era poi completato da un piano attico sormontato da un cornicione e triglifi.
Sembra che alla progettazione abbia collaborato anche Giulio Romano, probabilmente per il cortile interno.
Viene meno in questo progetto la perfetta corrispondenza tra linguaggio architettonico e struttura costruttiva, per esempio ponendo il vuoto delle nicchie al piano primo con l'asse dell'ordine del piano terra.
Il palazzo fu demolito verso il 1660 per permettere la costruzione di uno slargo davanti al colonnato della piazza San Pietro (piazza Rusticucci).
Conosciamo la sua conformazione da stampe precedenti alla sua distruzione, ma sono conservati anche disegni di progetto con alcune varianti che mostrano la genesi delle innovazioni linguistiche di Raffaello.